# ایالت‌های آبی و ایالت‌های قرمز

خلاصه چهار انتخابات ریاست‌جمهوری گذشته (۲۰۰۸، ۲۰۱۲، ۲۰۱۶،۲۰۲۰):
در هر چهار انتخابات جمهوری‌خواهان برنده شدند
در سه از چهار انتخابات جمهوری‌خواهان برنده شدند
هر حزب دو بار برنده شده‌است.
در سه انتخابات از چهار انتخابات حزب دموکرات برنده شده‌است.
حزب دموکرات هر چهار انتخابات برنده شده‌است.

ایالت‌های آبی و ایالت‌های قرمز (انگلیسی: Red states and blue states) اصطلاحی در انتخابات ریاست جمهوری ایالت متحده آمریکاست. به ایالتی قرمز گفته می‌شود که همواره به حزب جمهوری‌خواه رأی دهد و به ایالتی آبی گفته می‌شود که همواره به حزب دموکرات رأی دهد. همچنین به ایالتی ایالت چرخشی یا ایالت بنفش گفته می‌شود که گاهی به نفع حزب دموکرات و گاهی به نفع حزب جمهوری‌خواه رأی دهد.

## نگارخانه

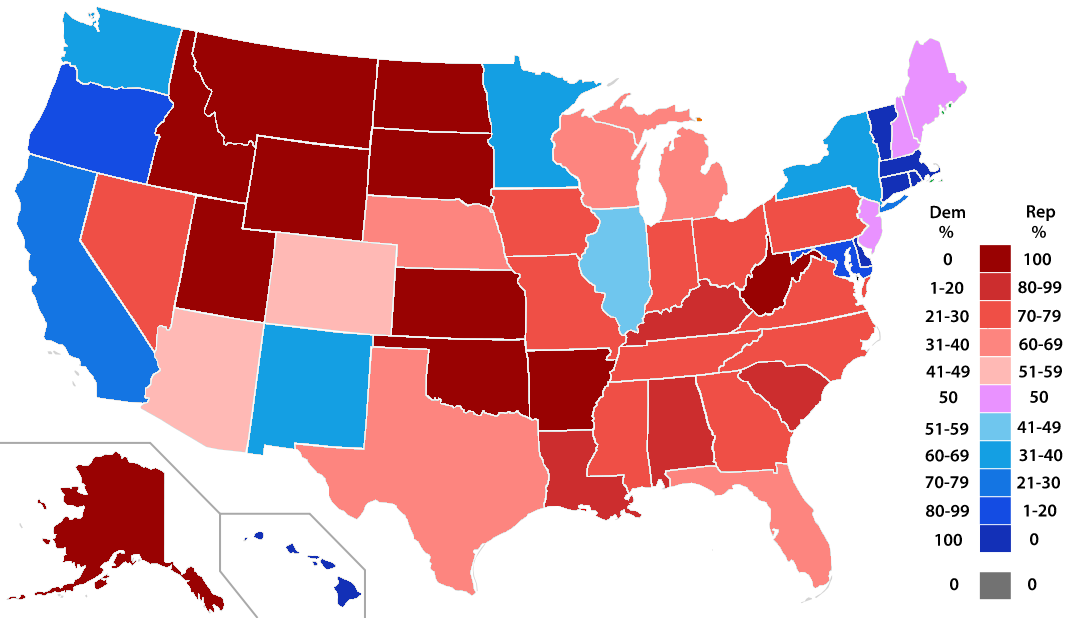